# Ružić
Ružić (in passato italianizzato in Rusich o Russich, con la stessa pronuncia del toponimo croato) è un comune della Croazia di 1 591 abitanti della Regione di Sebenico e Tenin.

## Località
Il comune di Ružić è suddiviso in nove frazioni (naselja):
- Baljci
- Čavoglave
- Gradac
- Kljake
- Mirlović Polje
- Moseć
- Otavice
- Ružić
- Umljanović

La sede comunale è posta nella località di Gradac.